# A Florida Enchantment
A Florida Enchantment er en amerikansk stumfilm fra 1914 af Sidney Drew.

## Medvirkende
- Sidney Drew som Dr. Fred Cassadene.
- Edith Storey som Miss Lillian Travers.
- Charles Kent som Horton.
- Mrs. Sidney Drew som Bessie Horton.
- Ada Gifford som Mrs. Stella Lovejoy.